# Jacques Kuhn
Jacques Kuhn (* 15. Februar 1919 im Elsass; † 30. Dezember 2016 in Rikon) war ein Schweizer Unternehmer und Erfinder. Er war der Entwickler des Schnellkochtopfs «Duromatic» der Firma Kuhn Rikon, deren Geschäftsführer er von 1969 bis 1984 war. In den 1960er-Jahren unterstützte er die Gründung des Tibet-Instituts Rikon.

## Leben
Jacques Kuhn wurde im Elsass geboren. Seine Eltern kehrten 1926 in den Kanton Zürich zurück. In Rikon übernahm sein Vater Heinrich die konkursite Kupfer- und Stahlpfannenmanufaktur Gebr. Kindlimann. Bereits 1932 starb Heinrich Kuhn an einem Hirntumor und Jacques’ älterer Bruder Henri trat die Nachfolge an.

### Karriere im Familienunternehmen
Als studierter Maschinenbauingenieur trat Jacques Kuhn 1947 trat in den Familienbetrieb ein und übernahm die Verantwortung für die technisch-betrieblichen Belange. Der junge Ingenieur, spezialisiert auf Blechbearbeitung, besuchte gleich nach dem Krieg in den USA Fabriken, die Kochgeschirr herstellten. Er brachte Ideen wie die Fertigung am Fliessband in die Schweiz mit. 1949 entwickelte er den Schnellkochtopf «Duromatic».
1969 starb Henri Kuhn mit 55 Jahren. Jacques Kuhn übernahm die alleinige Geschäftsleitung. Sein Grundsatz war: «Wer gut führen will, muss Menschen mögen.» Um 1975 patentierte und lancierte Kuhn Rikon mit dem «Durotherm» einen doppelwandigen Kochtopf, der auch eine Servierschüssel war. 1984 beendete er seine operative Arbeit im Unternehmen, die an die dritte Generation überging.

### Engagement für Exil-Tibeter
Nach dem Besuch einer Benefizveranstaltung in der Folge des tibetischen Aufstands von 1959 nahmen die Kuhns eine Gruppe von geflüchteten Tibetern in Rikon auf. Im Oktober 1964 trafen die ersten 22 Flüchtlinge im Zürcher Oberland ein, die bald darauf ihre Arbeit in der Pfannenfabrik aufnahmen. Sie deckten in der damaligen Hochkonjunktur den Bedarf an Arbeitskräften und wurden in neuerstellten Wohnungen untergebracht. Auch dabei verband Jacques Kuhn ökonomischen Pragmatismus mit Menschenfreundlichkeit.
Um den Verlust der Heimat zu kompensieren und die Gewöhnung an die westliche Umgebung zu erleichtern, wandten sich Jacques und Henri Kuhn an den 14. Dalai Lama. 1967 sandte er fünf buddhistische Mönche aus Indien nach Rikon, wo 1968 auf Bauland der Familie Kuhn das Klösterliche Tibet-Institut eröffnet wurde. In der Zeit als Geschäftsführer von Kuhn Rikon war Jacques Kuhn Vizepräsident des Stiftungsrats, der von seiner Schwägerin Mathilde Kuhn-Ziegler präsidiert wurde. Ab 1998 war er während sieben Jahren Stiftungspräsident, danach bis zu seinem Tod Ehrenpräsident.
Mehrmals besuchte der Dalai Lama auf Reisen in die Schweiz das Tibet-Institut, wo er sich bei Kuhn, der selbst reformierter Christ war, für sein Engagement bedankte. Er nannte ihn «Pola» (Grossvater).

### Co-Autor der Tösstal-Krimis
Mit 87 Jahren heiratete Jacques Kuhn seine österreichische Frau Roswitha, welche während 16 Jahren die Bibliothek am Tibet-Institut leitete. Sie war schon zuvor literarisch tätig. Gemeinsam verfassten sie ab 2013 drei Kriminalromane, in welchen Dorfpolizist Noldi Oberholzer im Tösstal ermittelt.
Nach einem kurzen Spitalaufenthalt ist Jacques Kuhn am Jahresende 2016 mit 97 Jahren in Rikon verstorben.

## Werke
- Kuhn Rikon: 50 Jahre. Rikon: Heinrich-Kuhn-Metallwarenfabrik 1975.
- "Warum ein tibetisches Kloster in Rikon?" Rikon: Tibet-Institut 1996. (Schriften. Tibet-Institut Rikon; Nr. 10).

### Belletristische Werke
- 2013: Nachsuche. Noldi Oberholzers erster Fall. Gmeiner Verlag, Messkirch 2013, ISBN 978-3-8392-1430-5.
- 2015: Hasensterben. Noldi Oberholzers zweiter Fall. Gmeiner Verlag, Messkirch 2015, ISBN 978-3-8392-1676-7.
- 2016: Fusslos. Noldi Oberholzers dritter Fall. Gmeiner Verlag, Messkirch 2016, ISBN 978-3-8392-1922-5.